# نادي بودابست
نادي بودابست لكرة القدم (بالإنجليزية: Magyar Testgyakorlók Köre
Budapest FC)‏ نادي كرة قدم مجري يلعب في دوري الدرجة الثانية. تم تأسيس النادي في سنة 1888 .